# 道包什區

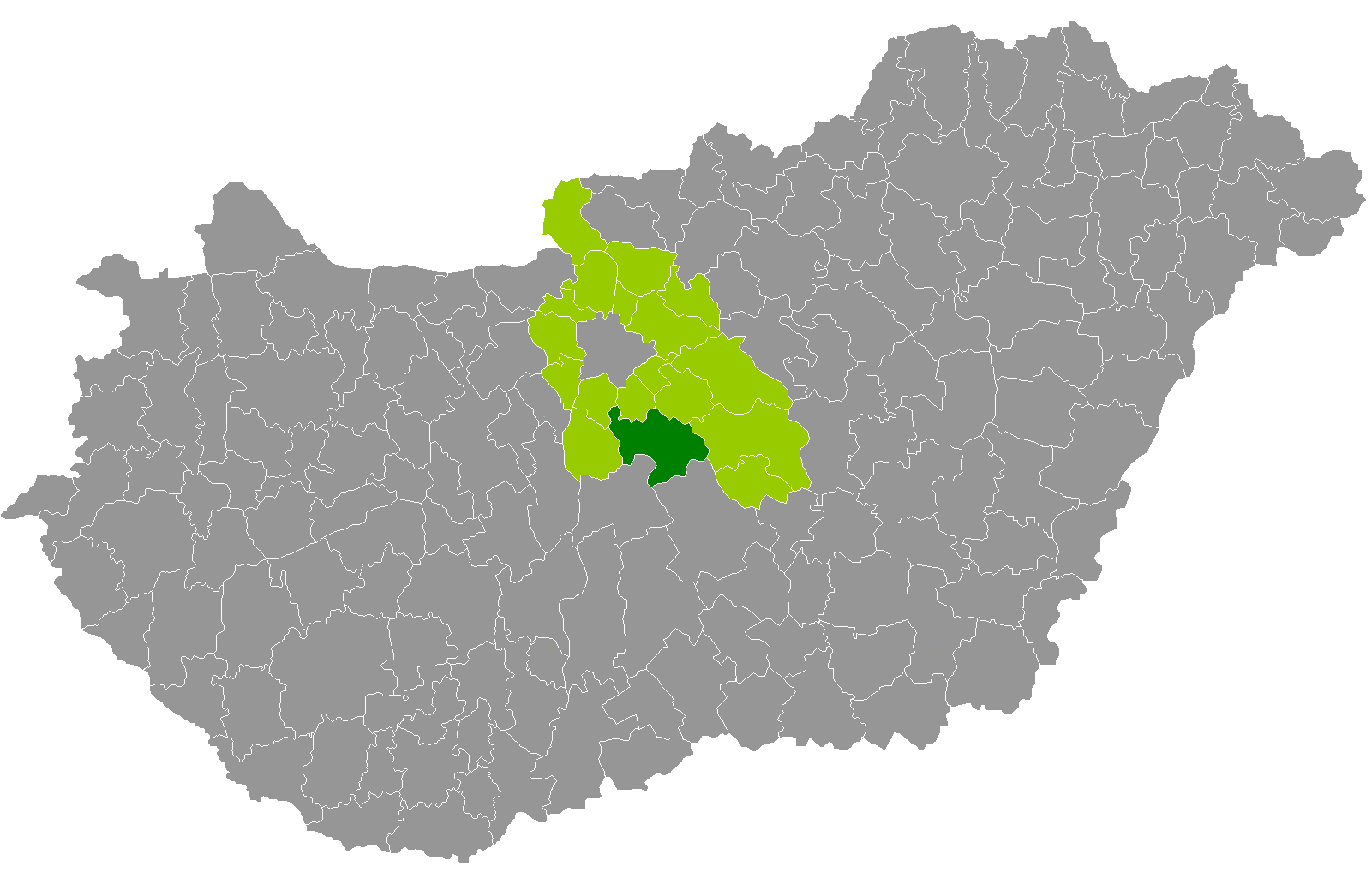

47°11′00″N 19°19′00″E / 47.1833°N 19.3167°E
道包什區（匈牙利語：Dabasi járás），是匈牙利佩斯州的一個區，位於該國北部，区府設於道包什，面積614平方公里，2011年人口48,289，人口密度每平方公里79人。

## 市镇
道包什區包含3个城镇、两个大村和6个村庄。